# Dödahavsrullarna

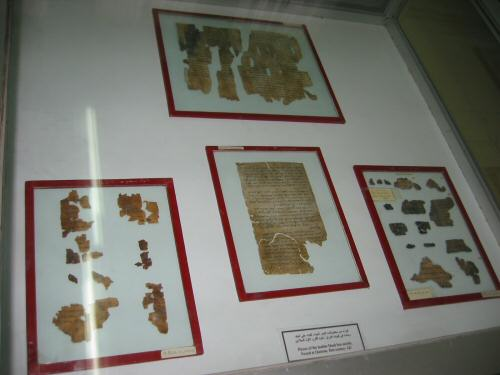
Fragment från en av Dödahavsrullarna

Dödahavsrullarna är en samling handskrifter som hittats i grottor i närheten av den arkeologiska utgrävningsplatsen Qumran, en ruin belägen på en torr platå knappt 3 km från Döda havets nordvästra strand på Västbanken. De är mestadels skrivna på hebreiska och till vissa delar på arameiska. Texterna är judiskt religiösa texter och texter som finns med i den kristna Bibelns  Gamla testamente. Dödahavsrullarna ger även belägg för ett iranskt inflytande på esséerna.

## Historik och innehåll
De första fynden gjordes 1947. Den sägenomspunna versionen är att det var en herdepojke som kastade sten i en grotta och hörde hur det krasade. I grottan fann man krukor med skrifter som kunde dateras kring den kristna tideräkningens början. Hur det i själva verket gick till är höljt i dunkel. Ett inte okänt fenomen är att beduinstammar letar antikviteter i dessa områden.  Fynden gjordes på jordansk mark och i tiden sammanföll detta med bildandet av staten Israel. Detta kom att sätta sin prägel på det fortsatta arbetet med att ta hand om det rikhaltiga material som under flera år framåt hittades i närheten. Politiska och religiösa förhållanden gjorde att något enhetligt arbete med Dödahavsrullarna inte kom igång förrän på 1980-talet. Översättningsarbetet och tolkningen av materialet var ännu i början av 2010-talet inte avslutad.
Totalt har 900 dokument i större och mindre fragment hittats. Bland dessa finns skrifter från samtliga Gamla testamentets bibelböcker utom Ester. Viktigast anses en fullständig version av Jesaja. Då de tidigare äldsta kända hebreiska, handskrifterna är från 1000-talet e.Kr. innebar fynden i Qumran att man fick tillgång till handskrifter som var ungefär 1 000 år äldre, och som var tillkomna före masoreternas standardisering av texten.
När Dödahavsrullarna återfanns började man koppla samman dessa skrifter med de arkeologiska fynd som redan tidigare börjat utforskas i närheten. Skrifterna förmodades ha skrivits för att användas inom det religiösa samfund som de arkeologiska fynden vittnade om att ha funnits på platsen. Samfundet, kallat Qumranförsamlingen, kopplas vanligen ihop med esséerna. Exempelvis heter ett sådant dokument Kommunitetens Regel (4Q258 (Sd)) och beskriver kommunitetens strikta riktlinjer. Det finns bland forskarna de som tvivlar på att det går att göra den starka kopplingen mellan Dödahavsrullarna och esséerna, omnämnda av de antika historieskrivarna Josefus och Filon.
Särskilt intressant för kristna kan vara att man i Dödahavsrullarna hittar för första gången en parallell till de nytestamentliga saligprisningarna (Matteus evangelium kap 5, Lukas evangelium kap 6). I Nya testamentet läser man: "Saliga äro de saktmodiga, ty de skola besitta jorden",(Matteus 5:5) I en av Dödahavsrullarna (4QBeat) hittar man en text från samma period med ett liknande format: 
"Saliga är de _____ för de skall _____." Antalet olika saligprisningar är åtta, precis som i Nya Testamentet. En möjlig slutsats är att formen kan ha varit ett allmänt sätt att formulera värderingarna hos en religiös grupp, det vill säga att Jesus och de tidiga kristna använde sig av ett känt format.
En annan intressant detalj är att i de grekiska översättningarna av Gamla testamentet finns Guds namn JHVH skrivet med hebreiska bokstäver med i texten, vilket saknas i senare grekiska översättningar av GT.

## Forskning omkring Dödahavsrullarna

### Bakgrund
De fysiska Dödahavsrullarna är 2000 år gamla och består huvudsakligen av pergamentbitar som krävde mycket specialiserad konserveringsteknik om de skall bevaras för framtiden. Vissa får, till exempel, bara ställas ut i museer under tre månader varefter de måste bevaras i fullständigt mörker under ett helt år. Vissa fragment är skadade eller har mörknat i så hög grad att man behöver speciell teknik för att över huvud taget se om något är skrivet på dem. Följaktligen kan inte Dödahavsrullarna göras tillgängliga till alla forskare i original, utan måste fotograferas.
Sedan rullarna fotograferats återstår mycket arbete. Den som läser och förstår modern hebreiska idag kan inte nödvändigtvis tyda texten i rullarna, som huvudsakligen är skrivna på hebreiska men även på arameiska och grekiska. Bokstäverna är skrivna med äldre stil och är ibland svårlästa. Ibland finns endast några rader eller ord på fragmenten och stora luckor eller hål kan finnas i pergamentet eftersom det under två årtusendes gång ruttnat eller skadats på annat sätt. Där man känner till texten, som exempelvis i en biblisk bok, är det relativt enkelt att fylla i luckorna som i exemplet med salighetsprisningarna ovan. Med andra texter går det endast att gissa på det som en gång har skrivits eftersom man inte har tillgång till något annat exemplar och inte kan jämföra det man har med något annat.
Sedan forskarna så långt möjligt konstaterat vad som är skrivet i texterna har de kommenterat sina upptäckter. Skillnaderna mot de vanliga bibeltexterna kan ibland vara bara ordföljden, ibland att Dödahavsrullarnas text innehåller några ord, rader eller stycken som inte tidigare varit kända. Allt detta publicerades till slut i ett stort uppslagsverk som heter  Discoveries in the Judean Desert ("Upptäckterna i den judeiska öknen").

### Dead Sea Scrolls Foundation
I tidiga 1990-talet grundades stiftelsen Dead Sea Scrolls Foundation för att samla in pengar och administrera det pågående forskningsarbetet i DJD-projektet. Idag arbetar Dead Sea Scrolls Foundation även med museer som vill låna Dödahavsrullarna i en egen utställning, samt med andra forskningsprojekt.
Bland de som har arbetat med och forskat på Dödahavsrullarna finns ett femtiotal personer, inklusive D Barthélemy, J.T. Milik, P. Benoit, och M. Baillet.

### De två forskargrupperna
Mot slutet av 1954 hade två helt skilda grupper av experter etablerats, och dessa arbetade med två olika uppsättningar skriftrullar. Den ena gruppen var israelerna i västra Jerusalem, som hade tillgång till de rullar som förvärvats av professor Eleazar Sukenik vid Hebreiska universitetets arkeologiska institution och dennes son Yigael Yadin, ÖB för den israeliska armén 1949, doktor i arkeologi 1955. I Östra Jerusalem, på Rockefellermuseet (då med namnet Palestinas arkeologiska museum), ledde prästen Roland de Vaux en internationell, huvudsakligen katolsk forskargrupp. Enligt Michael Baigent och Richard Leigh, som beskrivit maktspelet bakom kulisserna,
 kände inget av dessa båda forskarlag till vilka skrifter de andra arbetade med och grupperna kommunicerade inte ens med varandra. Den pågående Palestina-Israel konflikten blev en hämsko för det vetenskapliga arbetet med texterna. Endast få resultat publicerades då och då i  vetenskapliga tidskrifter. 
De Vaux' forskarlag var knutet till Påvliga bibelkommissionen i Vatikanen, som utsetts för att översätta och tolka rullarna. I gruppen ingick följande personer:
- Roland de Vaux, gruppens ledare som i egenskap av ordförande för det i Jerusalem belägna Rockefellermuseets styrelse handplockade de övriga. de Vaux var sedan 1945 chef för den dominikanerstyrda École Biblique, belägen i den jordanska östra sektorn av Jerusalem, och sedan sextio år ett centrum för stadens fransk-katolska bibelforskning.
- Doktor John Allegro från Oxford, den ende agnostikern och religionsneutrale av gruppens medlemmar.
- Professor Frank Cross, verksam vid McCormick Theological Seminary i Chicago och vid Albrightinstitutet i Jerusalem.
- Doktor Claus-Hunno Hunzinger, som snart ersattes av den franske prästen fader Maurice Baillet.
- Josef Milik, polsk präst bosatt i Frankrike. Som elev och nära förtrogen till de Vaux fick Milik hand om en stor mängd gammaltestamentliga apokryfer samt det omfångsrika material som gällde lära, ritualer och regler hos församlingen i Qumran.
- Patrick Skehan, också han amerikan, chef för Albrightinstitutet.
- Jean Starcky, ansluten till Centre Nationale de la Recherche Scientifique och expert på arameiska.

Hela materialet och resultaten av det löpande arbetet placerades i ett rum, Skriftkammaren, som var gemensamt för alla i forskargruppen.
Allegro kom i konflikt med den övriga gruppen, vilket ledde till att han på egen hand publicerade böcker om rullarna. Denna konflikt ledde till att en större grupp fick tillgång till dem och att de så småningom publicerades för allmänheten. Historien kring detta återges av Michael Baigent och Richard Leigh i boken Dödahavsrullarnas hemlighet.
Allegro fick inte vara kvar i gruppen och ersattes av John Strugnell. Vid de Vaux' död 1971 tillkom även prästen Pierre Benoit genom att de Vaux testamenterade sin rätt till rullarna åt Benoit. På samma sätt ersattes Skehan av professorn Eugene Ulrich och Starcky av prästen Emile Puech. När Benoit avled 1988 kom detta förfarande att kraftigt ifrågasättas, vilket tillsammans med striden kring Allegro bidrog till att rullarna gjordes tillgängliga för en bredare publik.
Den som slutgiltigt tog tag i arbetet med Dödahavsrullarna och deras publicering var Emanuel Tov. Utgivningsarbetet publiceras nu i utgivningsserien "Discoveries in the Judean Desert".